# Holland (Lincolnshire)
Holland, nell'Inghilterra nord-occidentale è stata una delle contee storiche del paese, parte del Lincolnshire. È stata una contea amministrativa dal 1889 al 1974, quando è entrata a far parte del Lincolnshire. Il suo capoluogo era Boston.